# Quatuor Rosamonde
Le quatuor Rosamonde est un quatuor à cordes français créé en 1981. Il tire son nom de Rosamunde, musique de scène composée par Schubert en 1823, dont il a réutilisé un thème dans son treizième quatuor, surnommé de ce fait quatuor Rosamunde.

## Membres
Le quatuor Rosamonde est fondé par quatre élèves de Jacques Parrenin et Roland Pidoux au Conservatoire national supérieur de musique de Paris : Agnès Sulem-Bialobroda (premier violon), Thomas Tercieux (second violon), Jean Sulem (alto) et Xavier Gagnepain (violoncelle).

## Biographie et activité musicale
Le quatuor Rosamonde a été créé en 1981 au Conservatoire de Paris, puis les musiciens se perfectionnent à l’Université de Yale,. Raphaël Hillyer (1914–2010), altiste du Quatuor Juillard de 1946 à 1969, les a stimulés dans ce projet dès le départ. Ils ont reçu également l’enseignement d’Eugène Lehner, altiste du Quatuor Kolisch, ami de Schoenberg et de Bartok, qui leur transmet l’héritage des grands maîtres viennois du début du siècle, ainsi que du violoncelliste Aldo Parisot et les membres du quatuor de Tokyo.
D'abord lauréats de la Fondation Menuhin (1982), le quatuor Rosamonde est lauréat du Concours International d'Évian en 1983,, avec le "Prix d'interprétation de compositeurs modernes" et le "Prix spécial du Jury international des critiques" à l'unanimité, et remporte en 1986 le Premier Prix du Concours International de Quatuors de L'Union des Radios Européennes à Salzbourg. Il mène depuis une carrière internationale. Jouant un répertoire éclectique qui inclut la musique contemporaine, il reçoit le Grand Prix du disque de l'Académie Charles Cros en 2005 pour son enregistrement consacré à la musique de chambre de Jacques Lenot.
Il a créé des œuvres de plusieurs compositeurs : Quatuor Bobok de François Sarhan en 2002, Quatuor à cordes n°3 de Renaud Gagneux en 1991, Quatuor l'intranquillité de Michèle Reverdy en 1992 à l'opéra Bastille de Paris,, Mémoire de la rivière (Première partie de La Danse du Temps) de Tôn-Thât Tiêt en 1999. Il a également travaillé avec plusieurs compositeurs dont il a enregistré des œuvres : Pascal Dusapin, Philippe Fénelon, Philippe Hersant, György Kurtág, Eric Tanguy, et surtout avec Henri Dutilleux en la présence duquel ils ont enregistré le quatuor Ainsi la nuit  et qui en appréciait énormément leur lecture,.
Le quatuor Rosamonde est régulièrement invité pour jouer et donner des classes de maître en France et à l'étranger. Il joue régulièrement au Festival international de quatuors à cordes du Luberon.
Le réalisateur Vincent Bataillon a fait trois films avec le quatuor Rosamonde en 2010-2011 :
- Notes pour un Quatuor porte sur l'élaboration de l’interprétation autour du 4e mouvement du Quatuor n°14 de Beethoven.
- Au cœur du quatuor de notre temps consacré à trois œuvres : quatuor de Debussy, Ainsi la nuit de Dutilleux, quatuor de Ravel.
- Henri Dutilleux : ainsi la nuit , film qui témoigne de la collaboration entre le compositeur et le quatuor[10],[11]

## Discographie sélective
Beaucoup d'enregistrements du quatuor Rosamonde ont reçu des récompenses des revues musicales. Parmi ces nombreux enregistrements (tous répertoriés sur leur site officiel précisé ci-dessous), citons :
- Nuits : La Nuit transfigurée d'Arnold Schoenberg avec Antoine Tamestit, deuxième alto et Jérôme Pernoo, deuxième violoncelle, 1er quatuor de Ligeti, Ainsi la nuit de Dutilleux, label Pierre Verany PV 706021
- Ravel/Fauré : quatuors à cordes, label Pierre Verany PV 799052, 1999, ƒƒƒƒ de Télérama
- Debussy/Roussel : quatuors à cordes, label Pierre Verany PV 700029, 2001
- Fauré : quintettes avec Emmanuel Strosser au piano, label Pierre Verany PV 703011, 2003
- Liens, Musique de chambre de Jacques Lenot, Grand prix du disque académie Charles Cros
- Messiaen : Inédits, Editions Jade 74 321 67 411-2, 1999,  ƒƒƒƒ de Télérama
- Kurtag : Hommage à Mihaly Andras, 12 Microludes pour quatuor à cordes, Musique française d'aujourd'hui, Radio France, MFA 216030 HMCD73
- Dutilleux (Ainsi la nuit), Hersant (quatuor no 2), Fénelon (Onze inventions) : MFA 581280 AD 184, 1991, ƒƒƒƒ de Télérama